# Point MacKenzie
Point MacKenzie ist ein census-designated place (CDP) im Matanuska-Susitna Borough in Alaska in den Vereinigten Staaten. Das U.S. Census Bureau hat bei der Volkszählung 2020 eine Einwohnerzahl von 1.852 ermittelt.
Das Gebiet liegt zwischen dem südlichen Ufer des Knik Arm des Cook Inlet und dem Little Susitna River an der Point MacKenzie Road südlich von Big Lake und südwestlich von Wasilla.

## Geschichte
Das Gebiet des heutigen CDPs Point MacKenzie wurde erstmals von den lokalen Ureinwohnern der Dena'ina-Athabasken besiedelt. Schiffe haben auf dem Weg zum Knik Arm bei ungünstigen Wetterverhältnissen oft in Point MacKenzie Rast gemacht. 1915 wurden Docks und eine Konservenfabrik in der Nähe von Goose Bay gebaut. 1958 wurde eine Raketenbasis an der Goose Bay gebaut. Diese bot Arbeitsmöglichkeiten und förderte die Besiedlung in dem Gebiet. Die Raketenbasis ist heute nicht mehr in Betrieb.

## Demografie
Zum Zeitpunkt der Volkszählung im Jahre 2000 (U.S. Census 2000) hatte Point MacKenzie CDP 111 Einwohner auf einer Landfläche von 383,3 km². Das Durchschnittsalter betrug 38,3 Jahre (nationaler Durchschnitt der USA: 35,3 Jahre). Das Pro-Kopf-Einkommen (engl. per capita income) lag bei US-Dollar 23.228 (nationaler Durchschnitt der USA: US-Dollar 21.587). 22,7 % der Einwohner lagen mit ihrem Einkommen unter der Armutsgrenze (nationaler Durchschnitt der USA: 12,4 %). 9,0 % der Einwohner sind deutschstämmig und 5,4 % stammen von den Ureinwohner Alaskas ab.

## Wirtschaft und Infrastruktur
Viele Einwohner arbeiten in Palmer, Wasilla und Anchorage. Der Industriehafen von Port MacKenzie wird gegenwärtig hauptsächlich zur Verschiffung von Fertighäusern in abgelegene ländliche Gebiete genutzt. Das Gebiet ist über die Knik Road und den George Parks Highway erreichbar. Für den Flugverkehr steht eine private Start- und Landebahn zur Verfügung.